# 2875 Lagerkvist
2875 Lagerkvist је астероид главног астероидног појаса чија средња удаљеност од Сунца износи 2,794 астрономских јединица (АЈ).
Апсолутна магнитуда астероида је 12,2.